# قناة نيكاراغوا
قناة نيكاراغوا (بالإنجليزية: Nicaragua Canal)‏ هي قناة مقترحة تفتح طريقاً للشحن البحري تربط المحيط الأطلسي مع المحيط الهادي. وتم اقتراح إنشاء هذه القناة لأول مرة في عهد الإستعمار. فقد كتب نابليون الثالث مقالاً في أوائل القرن التاسع عشر حول فكرة إنشاء هذه القناة، وقد قامت الولايات المتحدة الأمريكية بالتفكير بإنشاء هذه القناة، إلا أنها لم تبتل في هذا الأمر لقيامها بشراء قناة بنما من فرنسا في بداية القرن العشرين. وبسبب الزيادة المطردة للشحن العالمي قد يتحقق هذا المشروع ليصبح واقعاً، خاصة إلى الحاجة الاقتصادية الماسة لإنشاء قناة رديفة لقناة بنما. ففي حزيران من عام 2013 وافقت الجمعية الوطنية في نيكاراغوا بمنح شركة هونغ كونغ امتياز إنشاء هذه القناة ومنحها أحقية تشغيل القناة لفترة 50 عاماً، وتنص الموافقة على إمكانية تجديد فترة أخرى بعد انتهاء الخمسين عاماً الأولى. علماً أن قناة نيكاراغوا يجب أن تكون أكبر من ثلاث مرات أطول من مثيلتها في بنما، التي تخترق أضيق نقطة في أمريكا الوسطى. وتتطلب حفر نحو 130 ميلا (200 كيلومترا) من الممر المائي.
شرًح «عمر هاسيفينز» نائب رئيس نيكاراغوا، نتائج زيارته لمصر خلال حفل افتتاح قناة السويس الجديدة بين دول صديقة بالقارة اللاتينية مثل «فنزويلا وسورينام».

## وصلات خارجية
نيكاراغوا تسعى لموافقة الكونغرس لحفر قناة باستثمار صيني